# Аріана (ім'я)
Аріана, Аріанна — жіноче ім'я, латинізована форма грецького Аріадна (грец. Ἀριάδνη).
Відомі носії:
- Аріана Аскарід — французька акторка
- Аріана Ґранде — американська співачка, авторка пісень та акторка
- Аріана ДеБоз — американська акторка, танцюристка і співачка
- Аріана Джоллі — американська порноакторка
- Аріанна Ерріго — італійська фехтувальниця
- Аріана Кукорс — американська плавчиня
- Аріана Лабед — французька акторка
- Аріана Нідерландська — принцеса Нідерландів
- Аріана Савалас — американська акторка та співачка
- Аріанна Фолліс — італійська лижниця
- Аріанна Фонтана — італійська ковзанярка
- Аріан Шлутер — нідерландська акторка